# Psychotria tenuis
Psychotria tenuis är en måreväxtart som beskrevs av Elmer Drew Merrill och Lily May Perry. Psychotria tenuis ingår i släktet Psychotria och familjen måreväxter. Inga underarter finns listade i Catalogue of Life.